# Hélène Wucher
Hélène Wucher, née Kuntz le 19 janvier 1924 à Mayence, et morte le 20 avril 2019 à Sélestat, est une figure féminine de la résistance alsacienne, qui a aidé de nombreuses personnes à passer la frontière pendant la Seconde Guerre mondiale, sans faire partie d'une filière.

## Biographie

### Une jeunesse marquée par la maladie
Son père, Ernest Kuntz, originaire de la vallée de la Bruche, faisait partie, en tant que gendarme français, des troupes d'occupation en Allemagne à Mayence, où Hélène est née
. De retour en France en 1930, son père est nommé à Ferrette dans le Sundgau, mais des problèmes pulmonaires obligent la petite Hélène à fréquenter un sanatorium à Berck-Plage dans le Nord. Après ses 15 ans de service, Ernest devient garde-forestier à la Salcée, et s'établit au Willerhof avec sa famille, Hélène devant vivre au grand air.

### Passeuse à 16 ans
Hélène, surnommée Nénette, a 16 ans lorsque la guerre éclate, puis l'Alsace est annexée et nazifiée, et la frontière avec la France occupée est proche de la Salcée. Des jeunes gens qui veulent passer la frontière sont amenés par l'abbé Marcel Hirlemann (1913-1994), du Front de la jeunesse alsacienne, qui officie au Mont Sainte-Odile. Nénette peut aussi compter ponctuellement sur d’autres alsaciens favorables à sa cause comme le garde-chasse de Klingenthal Albert Roth (1889-1957). Il y aura de nombreux fugitifs hébergés temporairement au Willerhof avant de franchir la frontière, malgré le désaccord paternel, et les difficultés liées au ravitaillement. Une famille entière sera même hébergée pendant plusieurs mois avant qu'elle ne puisse passer la frontière.
En août 1942, son frère Marcel sera incorporé de force, et ne reviendra qu'en 1945 au Willerhof. Nénette continua son rôle de passeuse, malgré plusieurs alertes et une visite de la Gestapo.

### Après guerre
Après guerre, Hélène épouse Achille Wucher, instituteur à Obernai. Mais étant elle protestante et lui catholique, le sacrement de mariage leur est refusé à Obernai. Ils se marient en 1948 au Mont Sainte-Odile, où le rôle de Nénette était connu. Mais Achille meurt en 1950 alors que son fils Marc n'a que 10 mois ; son père Ernest meurt la même année à 54 ans.
Veuve à 27 ans, Hélène œuvre, avec sa mère Marie également veuve, à la construction à Obernai de « l'hôtel du Parc », qui ouvre en 1954 avec 13 chambres et un restaurant, qui deviendra l'un des plus prestigieux hôtels d'Alsace.

## Hommages
Depuis le 28 septembre 2024, une allée porte son nom à Obernai et une plaque, racontant son action comme passeuse, est intégrée au parcours historique de la ville.

## Récompenses et distinctions
- Chevalier de la Légion d'honneur[5] (2002)
- Chevalier de l'ordre national du Mérite (1977)[2]
- Croix de guerre 1939–1945 avec palmes (1951)[2]